# Bắc Lũng
Bắc Lũng là một xã thuộc tỉnh Bắc Ninh, Việt Nam.

## Địa lý
Xã Bắc Lũng có vị trí địa lý:
- Phía đông giáp xã Nghĩa Phương
- Phía tây giáp phường Tân An
- Phía nam giáp xã Cẩm Lý
- Phía bắc giáp các xã Lục Nam và Tân Dĩnh.

Xã Bắc Lũng có diện tích 53,72 km², dân số 38.118 người, mật độ dân số đạt 709 người/km².

## Lịch sử
Ngày 16 tháng 6 năm 2025, Ủy ban Thường vụ Quốc hội ban hành Nghị quyết số 1658/NQ-UBTVQH15 của UBTVQH về việc sắp xếp các đơn vị hành chính cấp xã của tỉnh Bắc Ninh năm 2025. Theo đó, sắp xếp toàn bộ diện tích tự nhiên, quy mô dân số của các xã Yên Sơn, Lan Mẫu, Khám Lạng và Bắc Lũng thành xã mới có tên gọi là xã Bắc Lũng.